# نادي خدمات رفح موسم 2015–16
نادي خدمات رفح موسم 2015–16 الموسم العاشر له منذ تأسيس الدوري الفلسطيني الممتاز لقطاع غزة . وتوج بالدوري للمرة الرابعة له عبر التاريخ في هذا الموسم . وتوج بكأس السوبر الفلسطيني لقطاع غزة للمرة الأولى في تاريخه . ولكن خسر في كأس فلسطين لأندية قطاع غزة .

## البطولات

### الدوري الفلسطيني الممتاز لقطاع غزة
| الترتيب | الفريق    | المباريات | المباريات | المباريات | المباريات | الأهداف | الأهداف | الأهداف | النقاط | تأهل/هبوط                                            |
| الترتيب | الفريق    | لعب       | فاز       | تعادل     | خسر       | له      | عليه    | الفارق  | النقاط | تأهل/هبوط                                            |
| ------- | --------- | --------- | --------- | --------- | --------- | ------- | ------- | ------- | ------ | ---------------------------------------------------- |
| 1       | خدمات رفح | 22        | 12        | 8         | 2         | 32      | 19      | 13      | 44     | بطل الدوري ويتأهل إلى كأس السوبر الفلسطيني لقطاع غزة |
| 2       | الصداقة   | 22        | 10        | 7         | 5         | 32      | 23      | 9       | 37     |                                                      |
| 3       | شباب رفح  | 22        | 9         | 8         | 5         | 29      | 22      | 7       | 35     |                                                      |

### كأس فلسطين لأندية قطاع غزة
| 25 ديسمبر 2015 دور ال32 | خدمات رفح | 1–1 (3–5 ج) | العطاء |  |

### كأس السوبر الفلسطيني لقطاع غزة
| 9 سبتمبر 2016 | خدمات رفح                      | 3–1     | شباب خانيونس | ملعب اليرموك              |
|               | النيرب 15'، 52' · الجرمي 90+2' | (تقرير) | أبو موسى 90' | الحكم: أمين عويص (فلسطين) |